# IC 3232
IC 3232 је појединачна звијезда у сазвјежђу Береникина коса која се налази на листи објеката дубоког неба у Индекс каталогу.
Деклинација објекта је + 24° 25' 31" а ректасцензија 12h 22m 47,8s.